# راهول سودهير
راهول سودهير (بالإنجليزية: Rrahu Sudhir)(بالهندية: राहुल सुधीरी)(وُلِدَ في 2 أكتوبر 1997)، ممثل هندي. ولد في مدينة سري نكر عاصمة جامو وكشمير، انتقل مع اسرته و هو صغير للعيش في جورجاون في ولاية ماهاراشترا في الهند، وعند تخرجه من الجامعة عمل في بداية الأمر مهندس في شركات كبرى مثل ديل وشركة إتش سي إل وبعدها ترك الهندسة، بدأ مشواره الفني منذ 2016 ظهر لأول مره في كل شيء عن القسم 337 وظهر في العديد من الادوار أهمها فانش راي سينغانيا في عميلة سرية المستندات المحاسيبه.